# Angewandte Chemie (Zeitschrift)
Die Angewandte Chemie und die Angewandte Chemie International Edition (nach ISO 4-Standard in Literaturzitaten mit Angew. Chem. bzw. Angew. Chem., Int. Ed. abgekürzt) ist eine wöchentlich erscheinende Peer-Review-Fachzeitschrift. Die erste Ausgabe erschien bereits im Jahr 1887. Angewandte Chemie ist eine Publikation der Gesellschaft Deutscher Chemiker und erscheint im Wiley-VCH Verlag.
Der Impact Factor lag im Jahr 2022 bei 16,823. Nach der Statistik des ISI Web of Knowledge wird das Journal mit diesem Impact Factor in der Kategorie multidisziplinäre Chemie an 15. Stelle von 177 Zeitschriften geführt. Die Kosten für ein Jahresabonnement liegen für Bibliotheken in Europa bei 6508 Euro für die gedruckte oder die elektronische Ausgabe. Ein kombiniertes Abonnement beider Ausgaben schlägt mit 7485 Euro zu Buche (Stand: 2013).

## Geschichte
Im Jahr 1887 wurde die Zeitschrift für die chemische Industrie gegründet, die ein Jahr später in Zeitschrift für angewandte Chemie umbenannt wurde. Sie war auf die Bedürfnisse der praktischen Chemiker abgestimmt und beinhaltete neben wissenschaftlichen Artikeln auch die Berichterstattung über Neuigkeiten in der chemischen Industrie des In- und Auslandes, Analysen der Aktienkurse, Bilanzen, Preisentwicklungen und Berichte über den Im- und Export. Von 1922 bis 1933 fungierte Arthur Binz als Herausgeber der Zeitschrift, die 1932 in Angewandte Chemie umbenannt wurde. Ab dem Jahr 1934 wurde der „verbrecherischen Ideologie“ des Nationalsozialismus in der Angewandten Chemie viel Raum gegeben, und die Zeitschrift entwickelte sich zum Forum „unerträglicher NS-Propaganda“. Im Jahr 1942 wurde die Zeitschrift in Die Chemie umbenannt, 1945 eingestellt und ab dem Jahr 1947 von der Gesellschaft Deutscher Chemiker wieder unter dem Titel Angewandte Chemie herausgegeben.
Nach der deutschen Wiedervereinigung wurde die Zeitschrift des DDR-Chemikerverbandes Zeitschrift für Chemie in die heutige Angewandte Chemie integriert. Die in der Zeitschrift veröffentlichten Artikel decken das gesamte Gebiet der Chemie ab. Außer den wissenschaftlichen Artikeln (Zuschriften) sind unter anderem noch News, Highlights, Essays, Aufsätze und Buchbesprechungen in der Zeitschrift enthalten.
Chefredakteur der Angewandten ist seit 1. Oktober 2017 Neville Compton. Er folgt auf Peter Gölitz, welcher 35 Jahre als Editor tätig war. Für die Weiterentwicklung des Deutschen als Wissenschaftssprache erhielt die Redaktion 2007 den Institutionenpreis Deutsche Sprache verliehen.
2020 erregte eine Veröffentlichung von Tomáš Hudlický Aufsehen. In dieser kritisierte er Diversitätsbemühungen in der Chemie als schädlich und die chinesische Wissenschaftsgemeinschaft wurde diffamiert. In der Folge distanzierten sich sowohl die Redaktion der Angewandten als auch der Wiley-VCH-Verlag vom Inhalt und zogen den Artikel zurück. Auch die Gesellschaft Deutscher Chemiker (GDCh) als Herausgeber entschuldigte sich. Einige Wissenschaftler des Expertenbeirats verließen zudem den selbigen aus Protest. In der Folge wurden die verantwortlichen Redakteure suspendiert und die Referees aus der Auswahl der Angewandten genommen. Außerdem wurde ein Interimschefredakteurskomitee aus Nathalie Weickgenannt, Frank Maaß, Theresa Kueckmann und Xin Su eingesetzt.

## Ausgaben und Publikationssprachen
- 1887 Zeitschrift für die chemische Industrie (deutsch).
- 1888: Zeitschrift für angewandte Chemie (deutsch).
- 1932: Angewandte Chemie (deutsch).
- 1942: Die Chemie (deutsch).
- 1947– 10. September 1997: Angewandte Chemie (deutsch, deutsche Übersetzungen der in Englisch eingereichten Zuschriften, ISSN 0044-8249, CODEN ANCEAD).
- 1.1962 – 3. Juni 1997: Angewandte Chemie International Edition in English (ISSN 0570-0833, CODEN ACIEAY, englisch, englische Übersetzungen der auf Deutsch eingereichten Zuschriften).
- seit 1. Oktober 1998: Angewandte Chemie (deutsch) bzw. seit 3. Juli 1998 (englisch, englische Zuschriften werden nur noch dann auf Deutsch veröffentlicht, wenn der Autor selbst eine Übersetzung einreicht).
- seit 3. Juli 1998: Angewandte Chemie International Edition (ISSN 1433-7851, CODEN ACIEF5, englisch)

Die Angewandte Chemie beinhaltet jeweils eine Konkordanz zur internationalen Ausgabe und umgekehrt.